# PakSAT-MM1
El PakSAT-MM1 és un satèl·lit de comunicació pakistanès llançat el 30 de maig de 2024. La missió es va dur a terme de manera conjunta per la Comissió de Recerca de l'Espai i l'Atmosfera Superior (SUPARCO) i la Corporació de Ciència i Tecnologia Aeroespacial de la Xina. El satèl·lit es va enlairar des del Centre espacial de Xinchang. El 18 de setembre de 2024, la ministra d'estat de Tecnologia de la Informació i Telecomunicacions, Shaza Fatima Khawaja, va anunciar que el satèl·lit havia completat amb èxit les proves i que ja havia entrat en funcionament.

## Nom
La designació original del satèl·lit era PakSAT-MM1R, però va canviar just abans del llançament per PakSAT-MM1.
El satèl·lit va ser posat en òrbita pel coet LM-3B.

## Especificacions
El satèl·lit va ser desenvolupat per l'Acadèmia de Tecnologia Espacial de la Xina, una subsidiària de CASC. Es basa en la plataforma de satèl·lit DFH-4E, amb una massa d'enlairament de 5.400 kg, i està equipat amb 9 antenes i 48 transponedors de bandes C, Ku, Ka i L. És capaç de millorar les comunicacions regionals. El satèl·lit orbitarà la ranura de 38,2°E, tot cobrint el Pakistan, parts de l'oceà Índic, Orient Mitjà, Àfrica oriental i parts d'Europa, amb una vida útil de 15 anys.